# María Salom
María Salom Coll (Inca, Baleares, 5 de diciembre de 1967) es una política española, perteneciente al Partido Popular.

## Trayectoria
Licenciada en Ciencias Económicas y Empresariales, fue la diputada más joven del Parlamento balear. Declaró como testigo por el caso del Túnel de Sóller al aparecer unos ingresos en su cuenta nominal bancaria de los sobornos probados que realizaron los empresarios implicados, aunque los delitos prescribieron tal y como declaró el Tribunal Superior de Justicia de Baleares en 1997. 
El 18 de noviembre de 2016 fue nombrada Delegada del Gobierno en Baleares por el Consejo de Ministros, cargo que ocupó hasta 2018.

### Cargos
- Delegada del Gobierno en la Comunidad Autónoma de las Islas Baleares (2016 - 2018).
- Vicepresidenta Segunda del Parlamento de las Islas Baleares (2015-2016).
- Presidenta del Consejo Insular de Mallorca (2011-2015).
- Presidenta de Nuevas Generaciones del PP de Mallorca (1996-2000).
- Portavoz adjunta del Partido Popular de Baleares (2010-2011).
- Regidora del Ayuntamiento de Inca (1991-2003).
- Diputada en el Parlamento de las Islas Baleares (2003-2008) y (desde 2010).
- Diputada en el Congreso de los Diputados, donde ostentó la Portavocía de Turismo del Grupo Parlamentario Popular (2008-2010).

En las elecciones al Consejo Insular de Mallorca del 22 de mayo de 2011, fue la candidata que ganó las elecciones con una holgada mayoría absoluta, venciendo a la socialista, y hasta entonces presidenta del Consejo Insular de Mallorca, Francina Armengol. El 14 de junio de 2011 tomó posesión como nueva presidenta del Consejo Insular de Mallorca, cargo que ostentó hasta el 4 de julio de 2015. El 23 de junio de 2015 fue elegida vicepresidenta segunda del Parlamento de las Islas Baleares.